# Burg Anholt

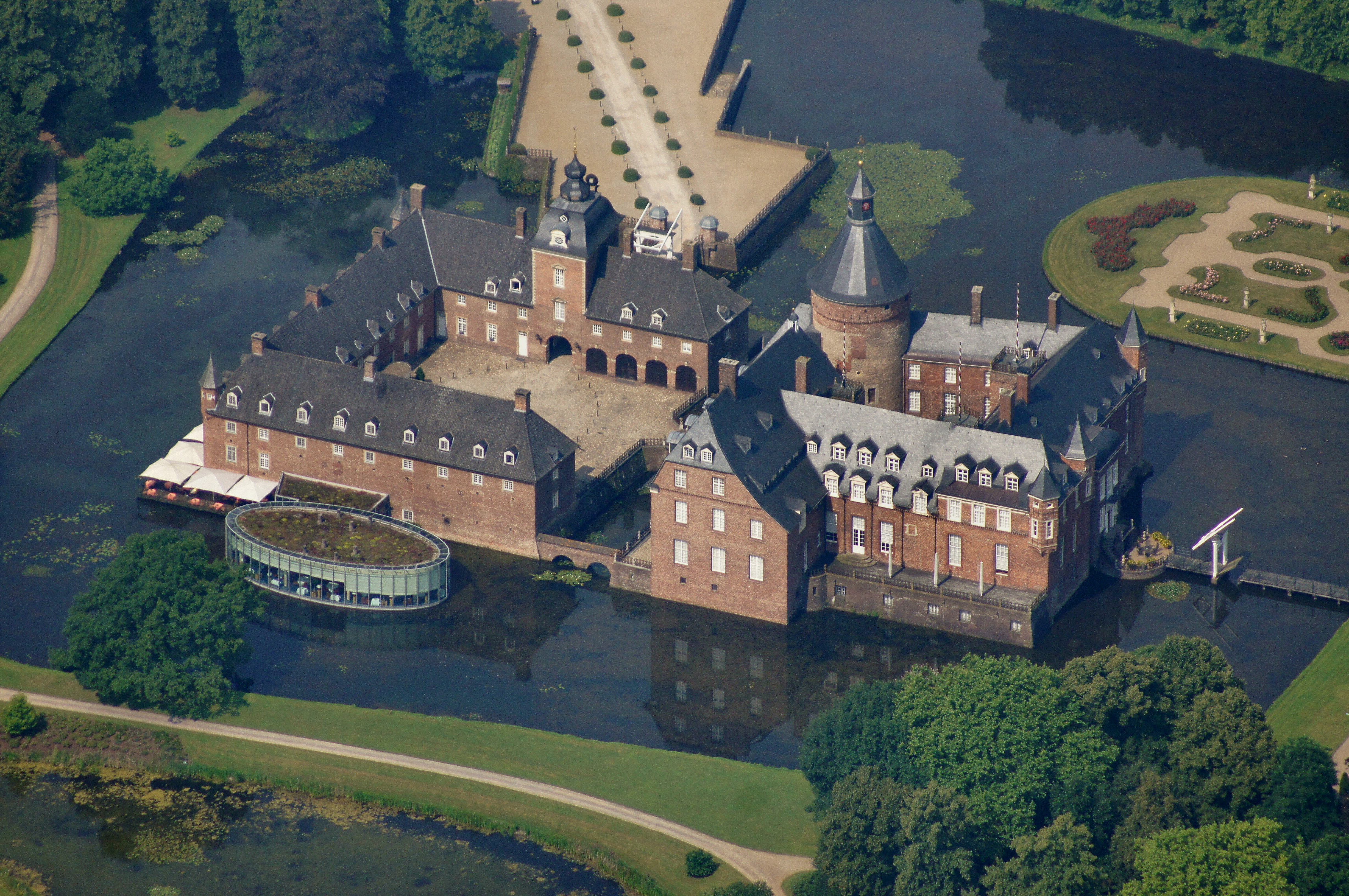
Burg Anholt in der Ansicht von oben (2014)

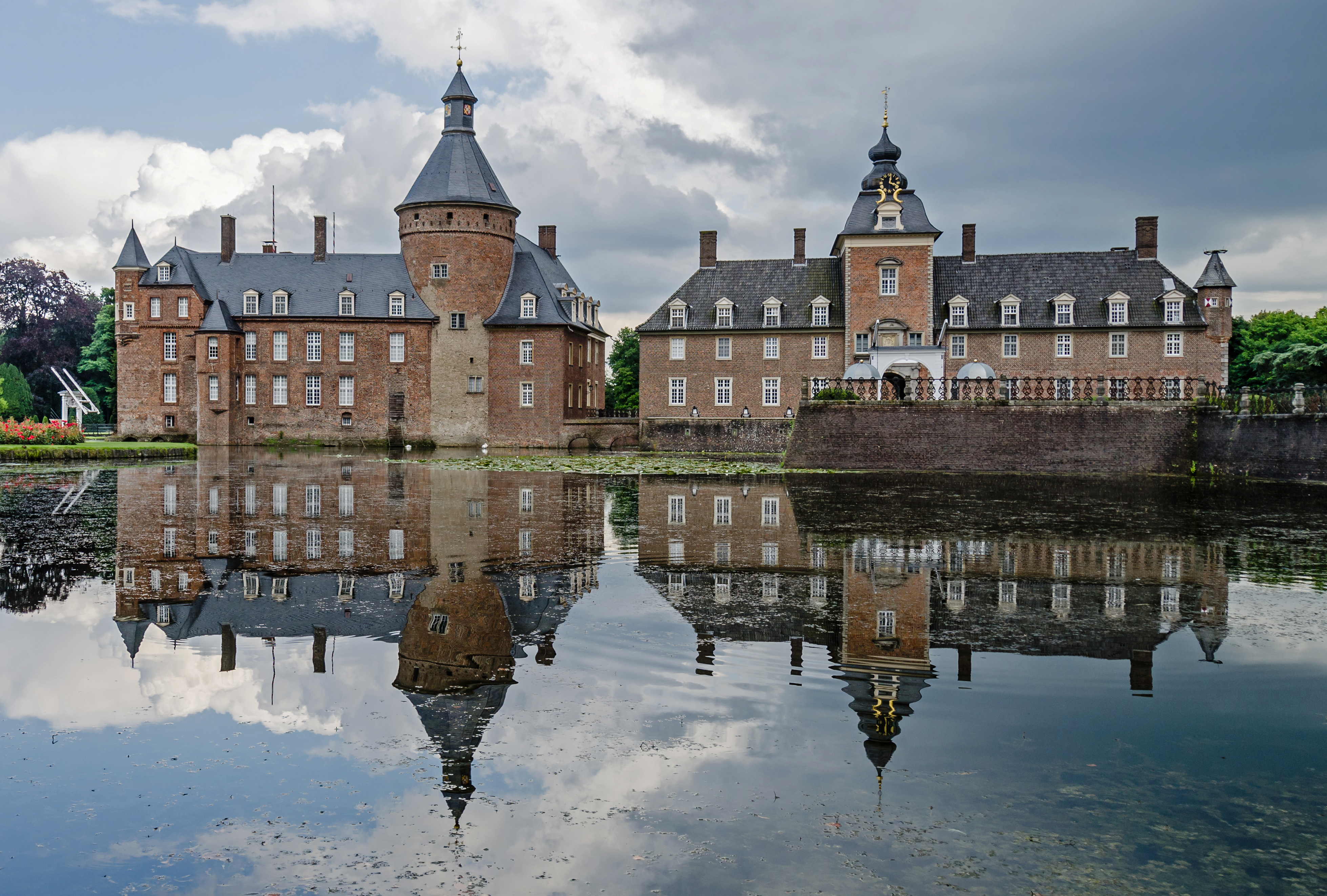
Westfassade der Burg Anholt (2012)

Die Burg Anholt war namensgebend für die Herrschaft Anholt und für die ehemalige Stadt Anholt, heute ein Stadtteil von Isselburg in Nordrhein-Westfalen. Die Anlage ist eines der größten Wasserschlösser des Münsterlandes und befindet sich an der Grenze zum Niederrhein. Ihre Ursprünge liegen in einem Wehrbau aus dem 12. Jahrhundert zur Sicherung des Besitzes des Hochstifts Utrecht. Die Gräfte wird von der Issel gespeist.

## Bewohner und Besitzer
1169 wird erstmals ein Herr von Zuylen „en Anholt“ als Lehnsmann des Utrechter Bischofs Gottfried von Rhenen genannt, daher nehmen Historiker heute an, dass die Wasserburg Anholt vor jenem Jahr zum Schutz der ausgedehnten Bistumsterritorien errichtet worden ist. Es ist jedoch geschichtlich verbürgt, dass spätestens unter Stephan IV. von Zuylen († um 1347), der die Bewohner Anholts durch Privileg vom 25. Mai 1347 aus der Hörigkeit entließ, das Lehnsverhältnis zum Hochstift Utrecht beendet war und zu jener Zeit die Burg mitsamt der umliegenden Ortschaft bereits eine reichsunmittelbare Herrlichkeit war, die später zum Niederrheinisch-Westfälischen Reichskreis gehörte.

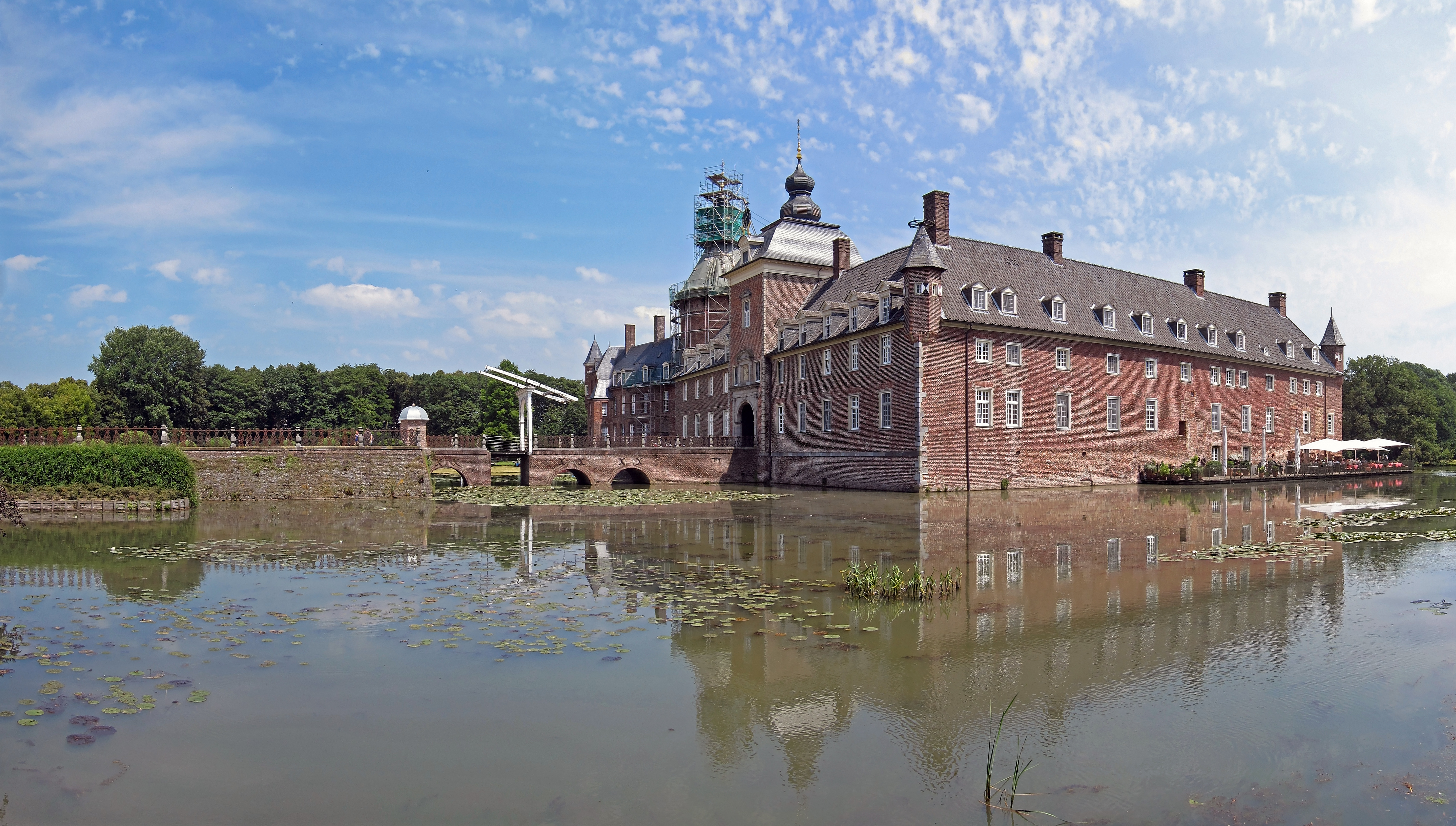
Südseite der Burg Anholt

Als 1380 der Anholter Zweig der Herren von Zuylen im Mannesstamm erlosch, fielen Burg und Herrlichkeit über Herberga, eine Tochter Dietrichs II. von Zuylen, an deren Ehemann Hermann III. von Gemen. Da aber auch diesem Paar kein männlicher Stammhalter beschieden war, kam Anholt 1402 durch Heirat der Margaretha von Gemen an die Familie ihres Mannes Gysbert von Bronkhorst-Batenburg. Kaiser Sigismund bestätigte den Bronkhorst-Batenburgs im Jahr 1431 die reichsunmittelbaren Rechte ihrer Herrschaft Anholt.
Während der Geldernschen Fehde stellte sich Gysberts Sohn, Jakob I., auf die Seite des römisch-deutschen Königs und späteren Kaisers Maximilian I. und kämpfte gemeinsam mit Johann II. Herzog von Kleve gegen den geldrischen Herzog Karl von Egmond. Dies hatte zur Folge, dass Herzog Karl 1499 erfolglos versuchte, Burg Anholt im Handstreich zu nehmen. Ein weiterer Versuch Herzog Karls im Jahr 1512 war dann jedoch erfolgreich. Geschwächt durch eine vorausgegangene Pestepidemie, musste die Burg ihren Feinden nach dreimonatiger Belagerung die Tore öffnen.
25 Jahre lang verblieb die Burganlage im Besitz Gelderns. Obwohl sich Jakobs Nachfolger, sein Vetter Dietrich III. von Bronkhorst-Batenburg, 1531 seine reichsunmittelbaren Rechte als Herr von Anholt hatte bestätigen lassen, gelang es ihm erst 1537, die Burg durch einen Vertrag zurückzuerhalten. Als Gegenleistung für die Freigabe von Burg und Herrlichkeit forderte der geldrische Herzog hohe Kontributionen. Außerdem mussten Burg, Stadt und Land den Herzögen offen gehalten werden, doch bereits drei Jahre später entband Kaiser Karl V. die Herren von Anholt von diesen Verpflichtungen. Dieser Tatsache jedoch schenkten die Anhänger der Utrechter Union während des Achtzigjährigen Krieges keinerlei Beachtung und forderten von Dietrich unter Berufung auf den Vertrag von 1537 den Beitritt Anholts zum Bündnis gegen Spanien. Auf die Weigerung des katholischen Dietrichs folgte die Belagerung der Stadt durch die Geusen. Dietrich wollte die schlecht befestigte Stadt durch Verhandlungen schützen und öffnete zu diesem Zweck die Tore der Stadt, nachdem die Mitglieder der Union zugesagt hatten, keinerlei Gewalt anzuwenden. Doch nur wenige Augenblicke, nachdem sie die Stadttore passiert hatten, brachen sie ihre Versprechen. Sie plünderten Anholt und legten vielerorts Feuer. Erst als Herzog Wilhelm V. von Kleve Truppen zum Entsatz schickte, flohen die Plünderer. Ein ähnliches Schicksal ereilte die Burg auch im Dreißigjährigen Krieg, erneut wurde sie von Plünderungen und Brandschatzungen heimgesucht.

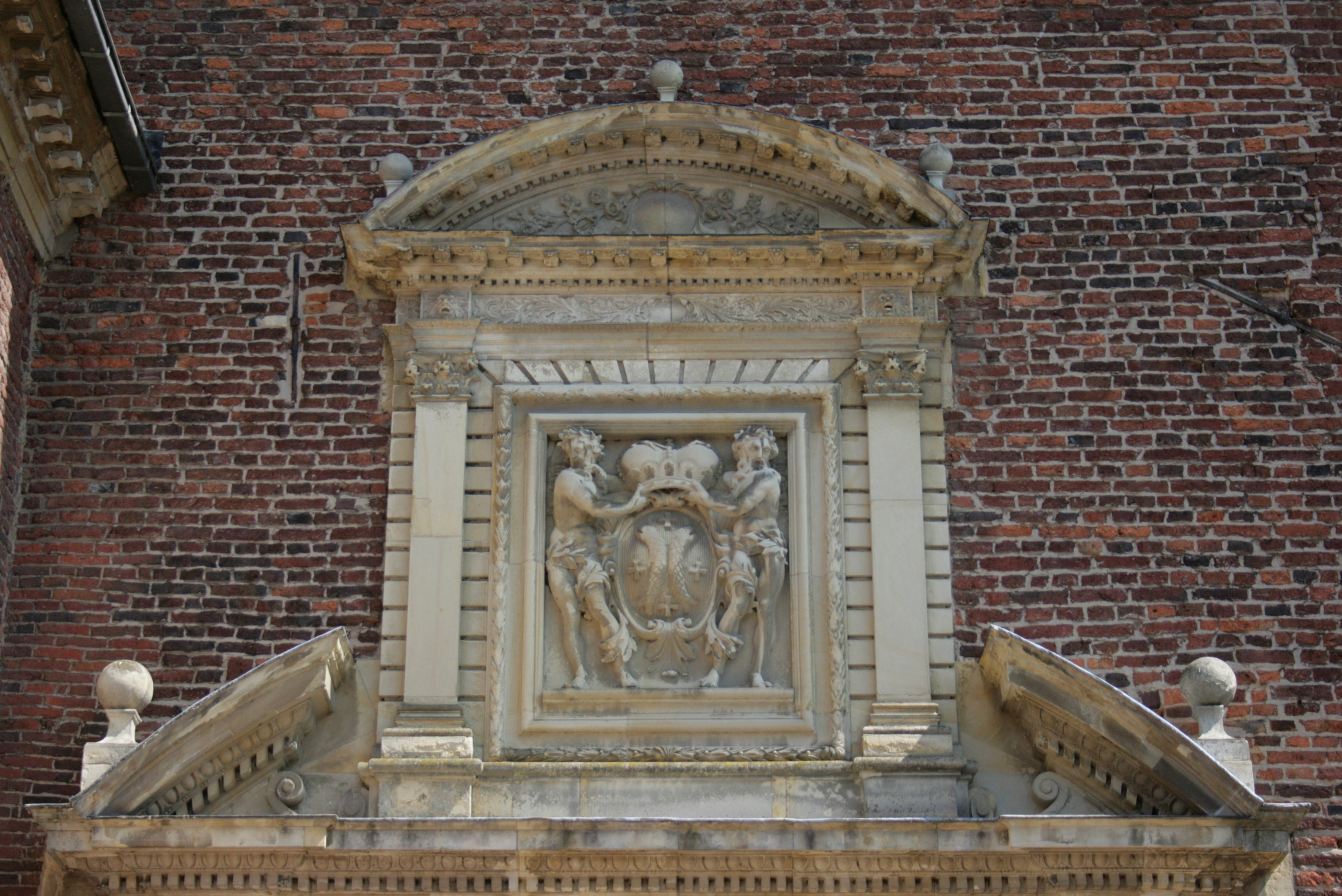
Salmisches Wappen am Schlossportal aus der Zeit des Fürsten Karl Theodor Otto zu Salm

Als letzter männlicher Vertreter der Familie starb Dietrich IV. Graf von Bronckhorst-Batenburg-Anholt (1578–1649), der 1621 durch Kaiser Ferdinand II. – gemeinsam mit seinem jüngeren Bruder, dem kaiserlichen Feldmarschall Johann Jakob von Bronckhorst-Batenburg – in den Reichsgrafenstand erhoben worden und Mitglied im Niederrheinisch-Westfälischen Reichsgrafenkollegium geworden war. Schon 1647 hatte er die Grafschaft Anholt dem Mann seiner Tochter Maria-Anna, dem Reichsgrafen Leopold Philipp Karl zu Salm, Wild- und Rheingraf, übertragen. Seither gehören Schloss und Gut Anholt bis heute dem Haus Salm-Salm. 1743 wurde dessen Nachfahren Nikolaus Leopold vom Kaiser der erbliche Titel eines Reichsfürsten verliehen.
1802 wurde die Herrschaft Anholt mit den Ämtern Bocholt und Ahaus des aufgehobenen Hochstifts Münster zum Fürstentum Salm vereinigt. 1810 fiel das Fürstentum Salm an Frankreich. Im Zuge des Wiener Kongresses wurde die Souveränität des Fürstentums Salm nicht wiederhergestellt, sondern die Gebiete wurden Preußen zugeschlagen. Burg Anholt verblieb den Fürsten als Wohnsitz. Sie ist heute eine der wenigen großen Anlagen Nordrhein-Westfalens in Privateigentum.

## Baugeschichte

### Hauptburg

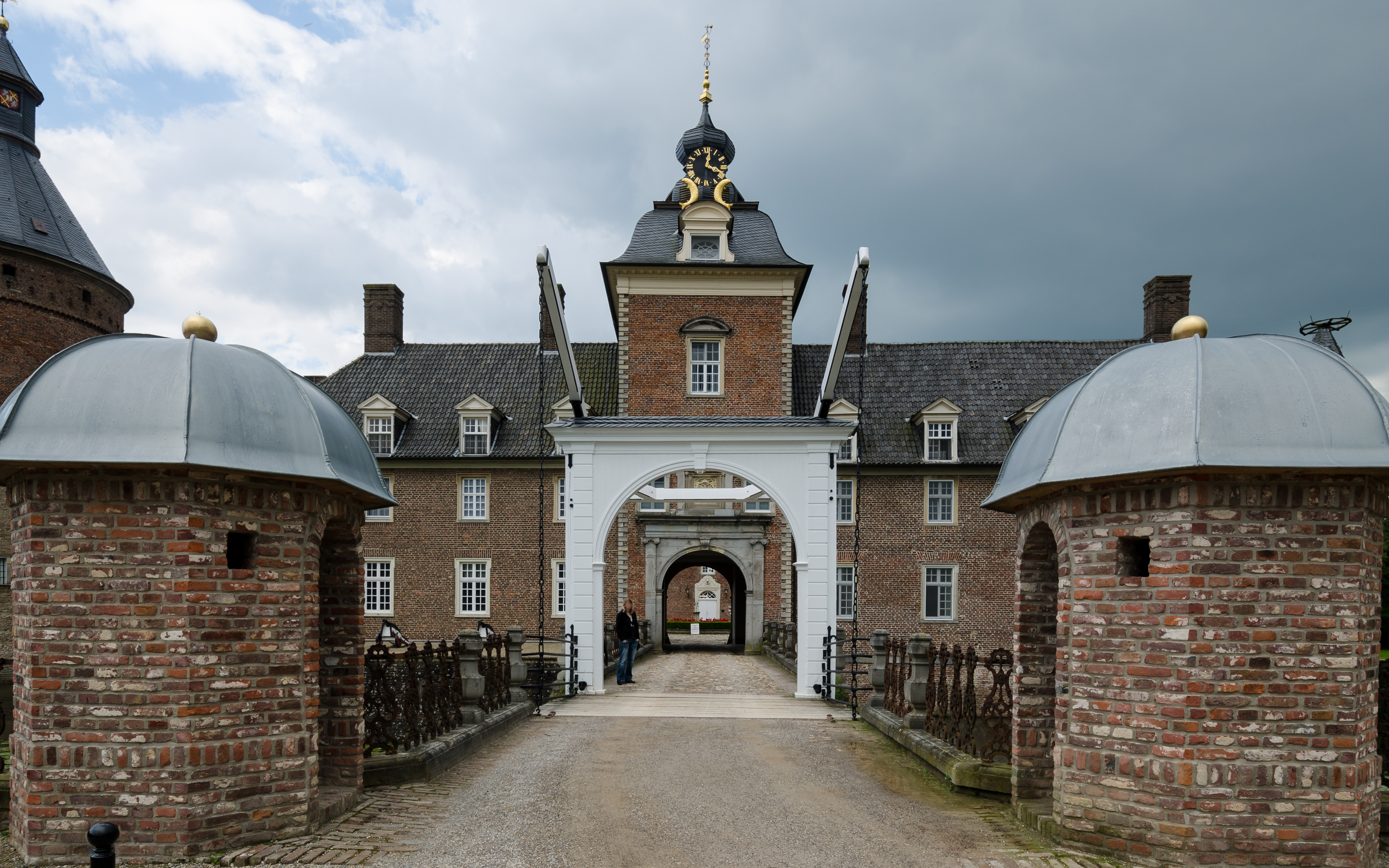
Burgtor (Ostfront)

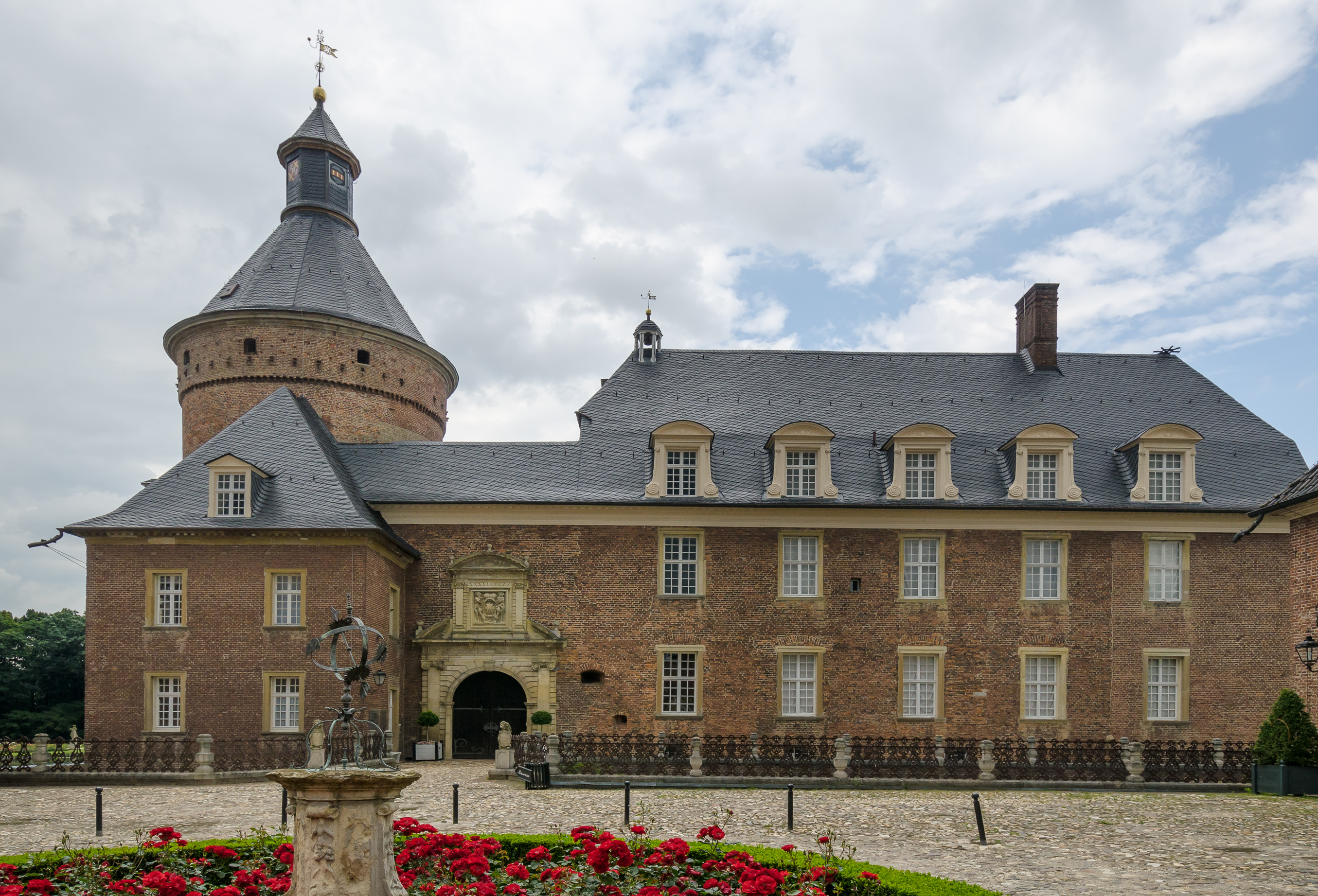
Ein Wohnflügel der Kernburg

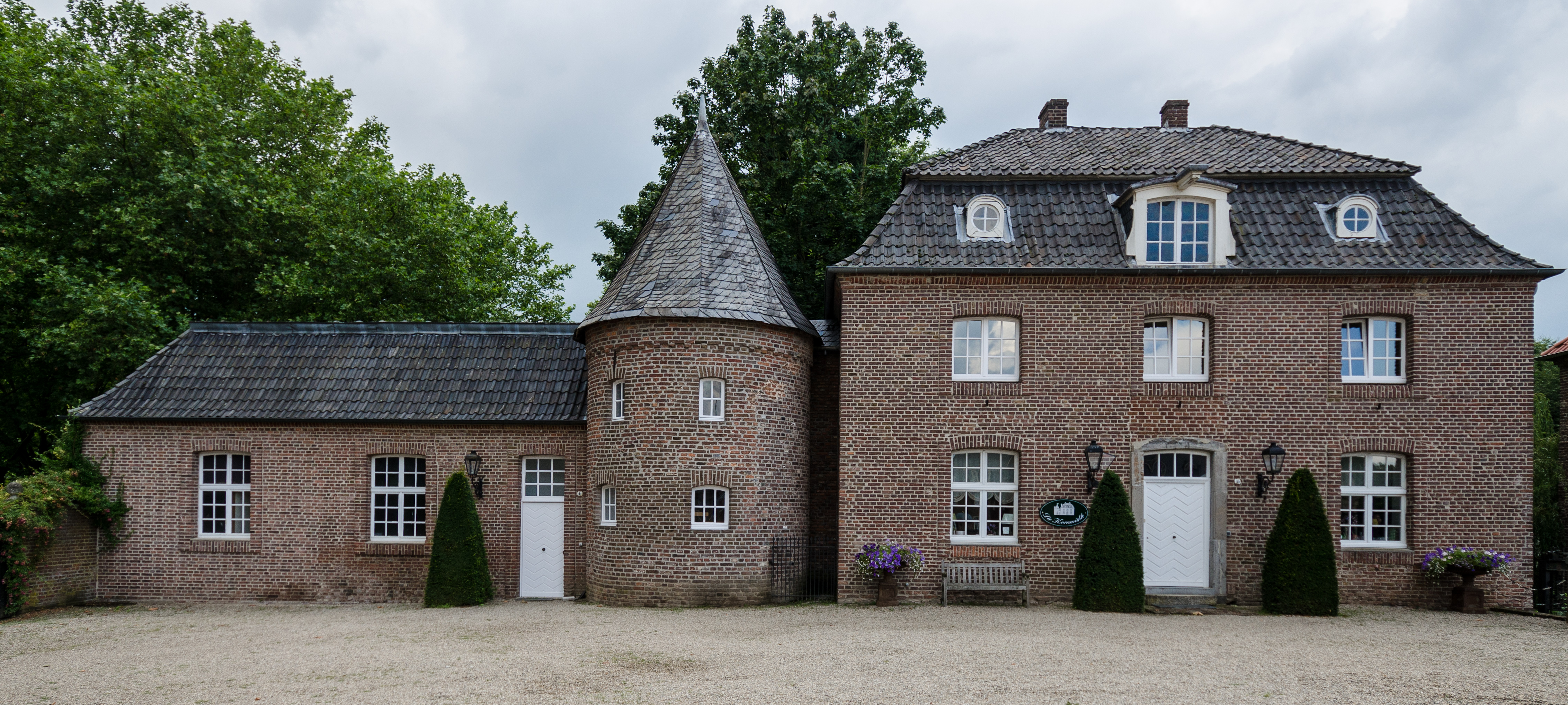
Teil der Vorburg

Zur ersten nachweisbaren, vor 1169 errichteten Burganlage gehören der nahezu elf Meter breite, runde Bergfried (der sogenannte Dicke Turm), ein kleines Wohnhaus in der Nordostecke der heutigen Anlage und ein Mauerring, der einst ein ovales Areal umschloss.
Der Eingang des Bergfrieds war ein Hocheingang und lag zu jener Zeit knapp sieben Meter über dem heutigen Pflaster des Innenhofs und war nur über Strickleitern zugänglich. Unterhalb dieses Zugangs befand sich das Verlies. Erbaut in einem sumpfigen Gebiet, stand die gesamte Anlage aus Tuffstein auf einem Fundament aus Holzpfählen, die in den morastigen Untergrund getrieben worden waren.
Im 14. Jahrhundert wurde die Kernburg erheblich erweitert und erhielt damit Ausmaße, die nur unwesentlich geringer waren als die heutigen. Auch die Erweiterungsbauten erhielten Pfahlroste aus Eichenholz als Fundament. Das ursprüngliche Wohnhaus wurde aufgestockt und wehrhaft ausgebaut. An seiner Ost- und Südseite errichtete man zweigeschossige Wohnflügel. Die West- und Nordfront der Burganlage bestanden nach dieser Erweiterung nur aus zwei Meter breiten, begehbaren Wehrmauern, die sechseckige Wachtürmchen besaßen.
Während des 16. Jahrhunderts erfolgte der Ausbau der West- und Nordseite zu Wohnzwecken. Ebenfalls in diese Zeit ist die Errichtung zweier Treppentürme in der Nordwest- und der Nordost-Ecke der Kernburg zu datieren.
Um 1700 erfolgte auf Veranlassung von Fürst Karl Theodor Otto zu Salm der Ausbau der Anlage zu einer repräsentativen Barockresidenz mit Schlosscharakter. Der Dicke Turm erhielt seinen heutigen, hochragenden Dachhelm, und auch die übrigen Bauten wurden mit einem einheitlichen Schieferdach bekrönt. Einhergehend mit dem Umbau erhielten sämtliche Fassaden einen gleichmäßigen Verputz, in den – dem Zeitgeschmack entsprechend – ein Muster eingeritzt wurde, das große Quadersteine imitierte. Außerdem wurde der Nordfront ein zweigeschossiger Pavillon vorgelagert, um so einen Zugang zur ersten Parkanlage zu schaffen.

### Vorburg
Die Ursprünge des sogenannten „Unterhoffs“ liegen in der Zeit der ersten Erweiterung der Kernburg. Grabungsergebnisse lassen darauf schließen, dass die Abmessungen der Vorburg schon damals ihren heutigen entsprochen haben. Der Eingang führt noch heute durch den sogenannten Glockenturm. Die in dessen Mauern eingelassenen Wappensteine Kaiser Karls V. (von 1540) und Herzog Karls von Egmond (von 1512) erinnern an die Besetzung der Burg durch geldrische Truppen.
In den Jahren 1697 bis 1703 wurde die Vorburg nach Plänen des Mailänder Architekten Tommaso Tommassini umgebaut.

### Außenanlagen

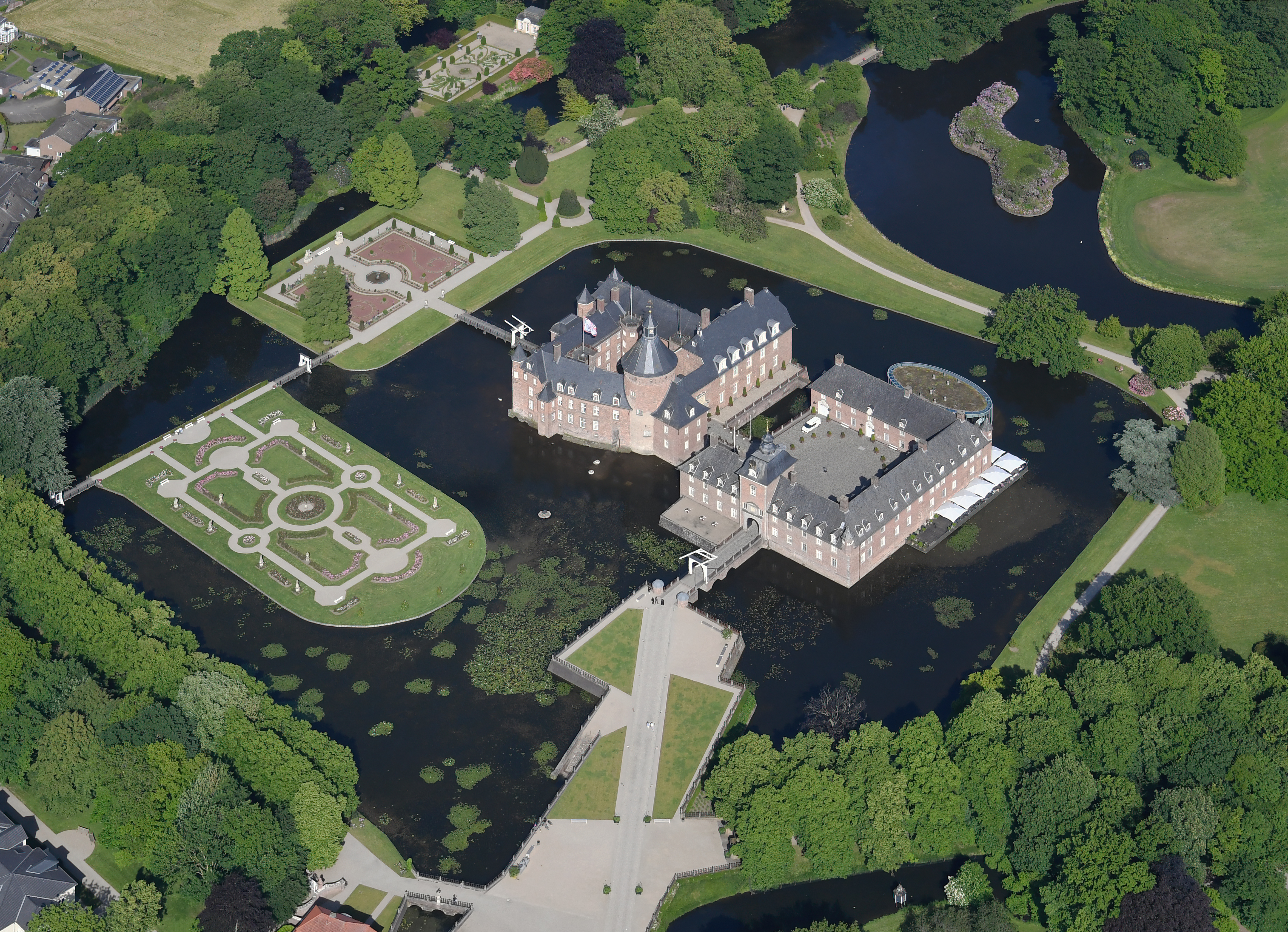
Schloss mit Gräfte und Außenanlagen

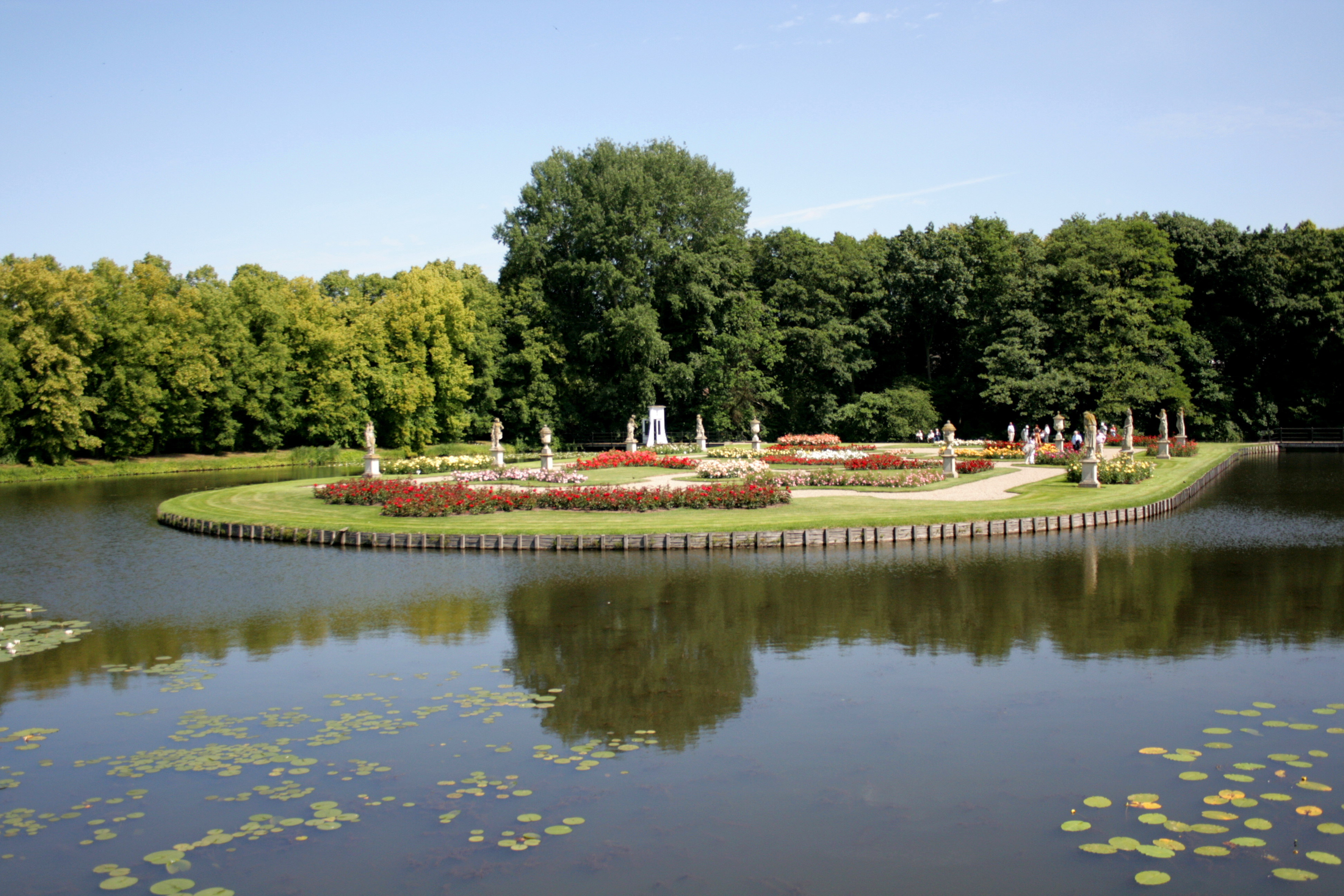
Barockgarten am Schloss

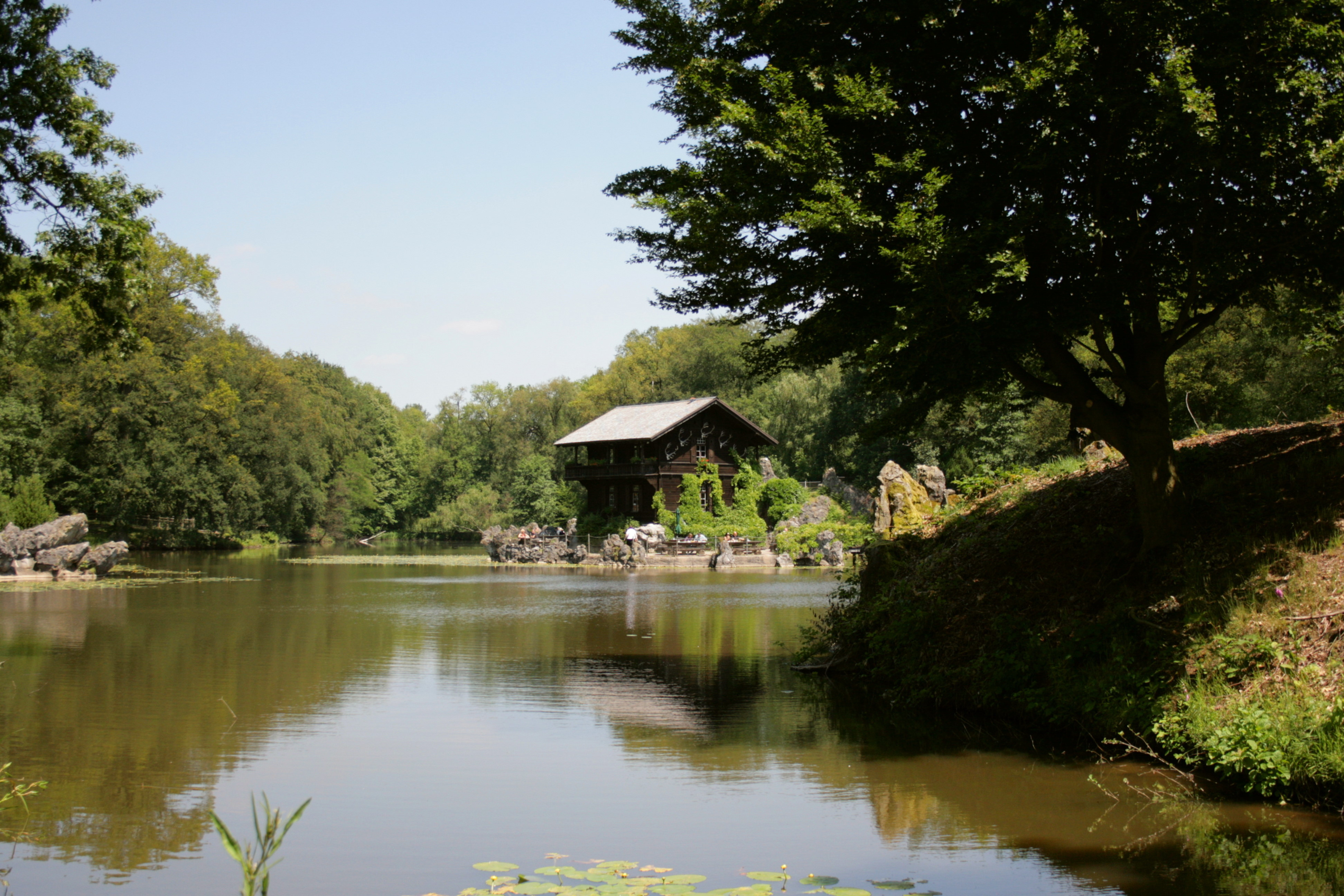
In der Anholter Schweiz

Die ersten Gärten der Burg Anholt stammen aus dem 18. Jahrhundert und wurden nach dem barocken Vorbild französischer Gartenkunst in symmetrischen Formen angelegt.
Nach Gartenplänen, die im Auftrag von Florentin zu Salm-Salm ab 1831 entstanden, wurden Bereiche des Parks zunächst durch den Düsseldorfer Hofgärtner Maximilian Friedrich Weyhe und ab 1858 durch den englischen Gartenarchitekten Edward Milner, der Kanäle und Teiche anlegte, zu einem englischen Landschaftsgarten umgestaltet. Dabei wurde der Park insgesamt weitläufig erweitert. 1945 wurden die Gartenanlagen zerstört, jedoch zwischen 1962 und 1995 – zum Teil wieder im ursprünglich barocken Gartenstil – rekonstruiert und wiederhergestellt.
Inspiriert durch die Eindrücke seiner Hochzeitsreise ließ Leopold zu Salm-Salm von 1892 bis 1900 für seine Frau im südwestlichen Teil der Außenanlagen den Leopoldspark nach dem Vorbild des Vierwaldstättersees anlegen. Er wurde mit einem Miniatur-See, umrahmt von einer künstlichen Felsenlandschaft, sowie einem originalen Schweizerhaus ausgestattet. Zu Beginn des 20. Jahrhunderts wurde der im Volksmund genannte „Leopoldspark“ in ein Wildgehege umgewandelt. Nach den Zerstörungen des Zweiten Weltkriegs durch Nikolaus Leopold Prinz zu Salm-Salm wiederaufgebaut, wurde er 1966 unter dem Namen Anholter Schweiz der Öffentlichkeit zugänglich gemacht.

## Wiederaufbau und heutige Nutzung
Im Frühjahr 1945 waren Anholt und die Burg Anholt durch Kampfhandlungen des Zweiten Weltkriegs stark zerstört worden. Die Burganlage war zu 70 Prozent beschädigt. Der damalige Burgherr, Nikolaus Leopold Fürst zu Salm-Salm, begann unmittelbar nach den Zerstörungen mit Maßnahmen zur Rettung der Burg. Da er erkannt hatte, dass für die Erhaltung der Burganlage und ihrer Schätze eine neue wirtschaftliche Grundlage gefunden werden musste, bezog er die Burg frühzeitig in die Überlegungen zur Entwicklung des Einkaufs- und Ausflugsverkehrs in Anholt ein.
1947 und 1950 traf sich auf Einladung des Eigentümers in der Burg Anholt der sogenannte Anholter Kreis, eine Gruppe namhafter Architekten und Stadtplaner, die sich zuvor im unmittelbaren Umfeld des Reichsrüstungsministers Albert Speer mit dem Ausbau der Reichshauptstadt Berlin zur Welthauptstadt Germania und mit der Vorbereitung des Wiederaufbaus bombengeschädigter Städte beschäftigt hatten: unter anderem Rudolf Wolters, Ernst Neufert, Friedrich Hetzelt, Friedrich Tamms und Konstanty Gutschow. Sie gaben zahlreiche Anregungen zum Wiederaufbau Anholts und seiner Burg.
Nach der Wiederherstellung der Burg Anholt konnte sie wieder von der Familie bewohnt werden. Zugleich wurden viele Teile der Anlage der Öffentlichkeit zugänglich gemacht. Neben der Hauptburg können auch die Parkanlagen entgeltlich besichtigt werden. Daneben beherbergt die Burg ein Hotel mit Restaurant samt Wasserpavillon und zwei großen Terrassen sowie einen Golfclub.

### Die Sammlungen auf der Wasserburg
Die Hauptburg wurde 1966 der Öffentlichkeit zugänglich gemacht. Die Räume und die Kunstsammlungen vermitteln den Besuchern Einblicke in das gesellschaftliche Leben und die höfische Kultur mehrerer Jahrhunderte. Besichtigt werden können unter anderem die größte private Gemäldesammlung Nordrhein-Westfalens mit zahlreichen Werken bekannter niederländischer Meister wie Rembrandt (zum Beispiel Das Bad der Diana mit Aktäon und Kallisto), Jan van Goyen, Gerard ter Borch (Bildnis der Gesina ter Borch als Schäferin) und Lucas Cranach der Ältere, Zeugnisse herrschaftlicher Wohnkultur, die Waffenkammer sowie eine umfangreiche Porzellansammlung.
Die Hauptburg zeigt original erhaltene Inneneinrichtungen und Exponate aus dem 17. bis 19. Jahrhundert. Bemerkenswert sind zum Beispiel über 400 Jahre alte Holzfußböden und ein selbsttragendes Treppenhaus aus dem 17. Jahrhundert. Viele Exponate der Sammlungen waren während des Zweiten Weltkriegs in einen Stollen ausgelagert und sind daher noch heute erhalten.
Auch das Hausarchiv des Fürstenhauses befindet sich auf Burg Anholt. Dort wird auch eine Bleikugel verwahrt, mit der Kaiser Maximilian I. von Mexiko am 19. Juni 1867 standrechtlich erschossen worden war. Felix Prinz zu Salm-Salm, Flügeladjutant des hingerichteten Kaisers, hatte die Kugel nach der Konservierung des Leichnams an sich genommen und in seine Heimat mitgebracht.

### Bibliothek

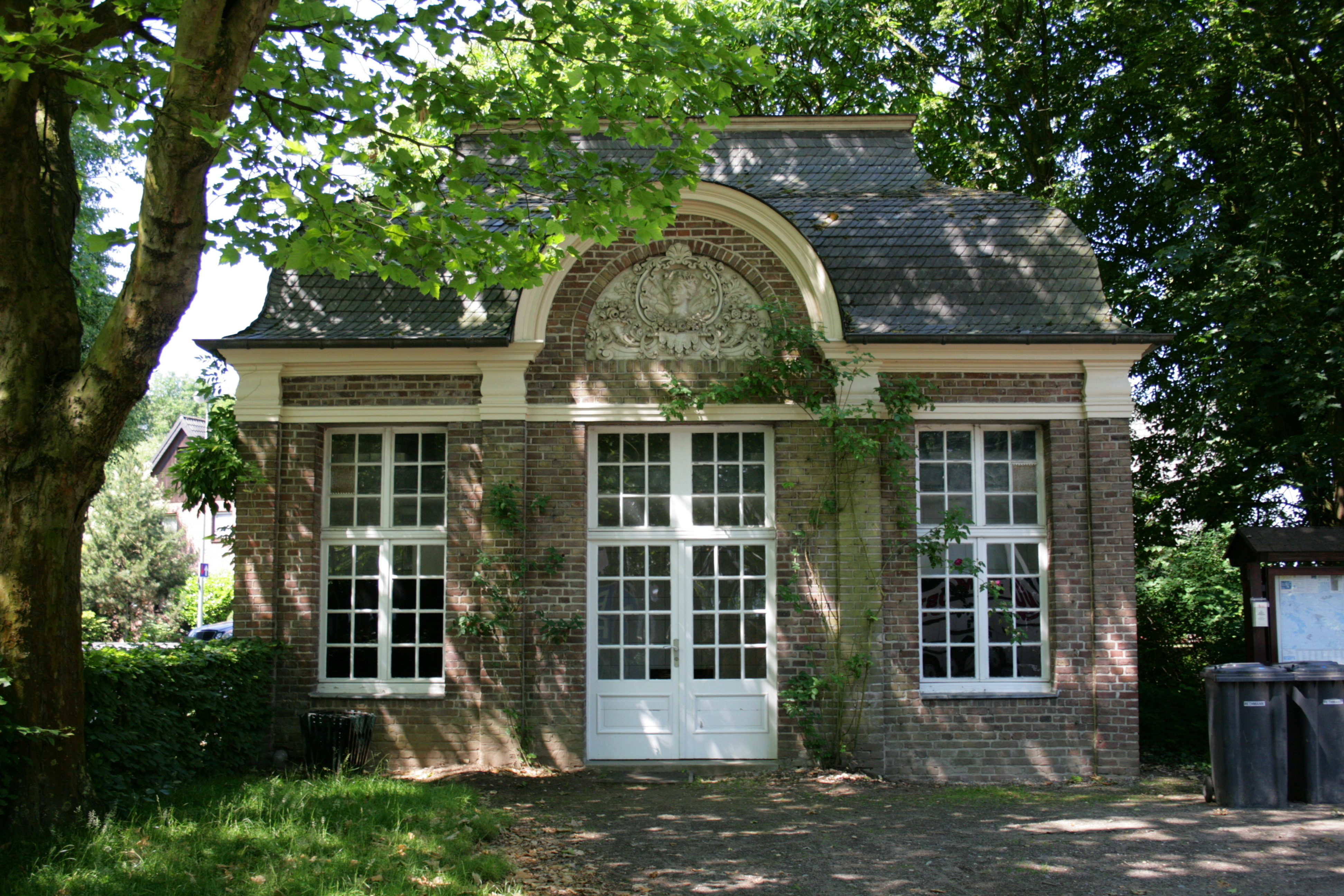
Orangerie

Auch die Schlossbibliothek steht für Besichtigungen offen. Sie besteht aus einem 230 m² großen Saal im Stil des Klassizismus und wurde 1860 fertiggestellt. Die Bestände umfassen die aufgelöste Bibliothek des Zisterzienserklosters Groß-Burlo, die Bibliothek der Grafen von Bronckhorst-Batenburg aus der Zeit zwischen 1400 und 1650 sowie die Bibliothek der Fürsten zu Salm-Salm mit Dokumenten von 1650 bis heute.

### Filmkulisse
Burg Anholt dient auch als Filmkulisse, unter anderem wurden hier 1989 die elfteilige ZDF-Familienserie Rivalen der Rennbahn und 2011 der Märchenfilm Aschenputtel für die ARD-Reihe Sechs auf einen Streich gedreht.